# Georg Bammel
Georg Bammel, eigentlich Grigorij Konstantinoviè Bammel bzw. Grigorij Konstantinoviè Melikov; (* 17. Dezember 1900 in Tiflis; † 10. Oktober 1939) war ein sowjetischer Philosoph.
Bammel war von 1928 bis 1931 Vollmitglied des Instituts der Roten Professur. Er galt als Experte für die Geschichte von Philosophie und Dialektik. Während der Stalinschen Säuberungen wurde er am 16. Februar 1937 aus der KPdSU ausgeschlossen und am 23. Februar in Swerdlowsk verhaftet. Am 9. April 1938 verurteilte ihn das NKWD zu acht Jahren Lagerhaft (Sevvostlag). Er starb im Oktober 1939, am 6. April 1956 wurde er postum rehabilitiert.